# دی‌ایزوپروپانول‌آمین
دی‌ایزوپروپانول‌آمین یک ترکیب شیمیایی با فرمول مولکولی C۶H۱۵NO۲ است که به عنوان امولسیفایر، تثبیت کننده و واسطه شیمیایی کاربرد دارد.
دی‌ایزوپروپانول‌آمین را می‌توان از واکنش ایزوپروپانول‌آمین یا آمونیاک با پروپیلن اکسید تهیه کرد.

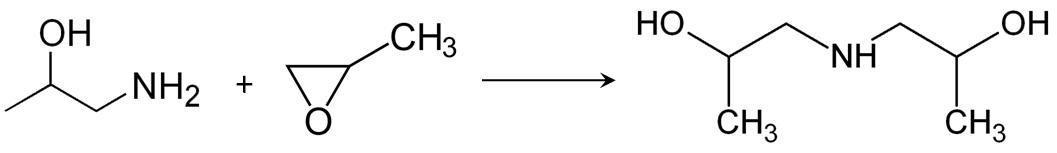
سنتز دی‌ایزوپروپانول‌آمین از ایزوپروپانول‌آمین